# I miserabili (serie animata)
I miserabili (Les Miserables) è una serie a cartoni animati francese del 1992 ispirata al omonimo romanzo di Victor Hugo dov'è andata in onda nella trasmissione Club Dorothée, ed in Italia su Telemontecarlo all'interno del contenitore per ragazzi Zap Zap durante la seconda metà degli anni novanta.

## Personaggi
| Personaggio                               | Doppiatore originale  | Doppiatore italiano |
| ----------------------------------------- | --------------------- | ------------------- |
| Narratore                                 | Jean-Luc Reichmann    | Gino La Monica      |
| Jean Valjean                              | Bernard Woringer      | Franco Zucca        |
| Cosette (Cosetta nella versione italiana) | Valérie de Vulpian    | Gemma Donati        |
| Javert                                    | Jean-Claude Montalban | Ennio Coltorti      |
| Gavroche                                  | Brigitte Lecordier    | Simone Crisari      |
| Madame Sinforin                           | Claudie Chantal       | Angiolina Quinterno |
| Monsieur Thénardier                       | Gérard Hernandez      | Bruno Conti         |
| Madame Thénardier                         | Micheline Dax         |                     |
| Éponine                                   | Nathalie Mazéas       |                     |
| Anzelma                                   | Evelyne Grandjean     |                     |
| Fantine                                   | Céline Monsarrat      |                     |

## Episodi
1. L'auberge des Thénardier
2. Cosette et Gavroche
3. Le trésor de Cosette
4. L'inconnu
5. L'enlèvement
6. L'homme en noir
7. La révolte de Cosette
8. Le serment fait à Fantine
9. Mademoiselle Madeleine
10. Le secret de Monsieur Madeleine
11. Le procès d'Arras
12. Gavroche retrouvé
13. La disparition de Mademoiselle Fauchelevent
14. Marius et Cosette
15. Le retour de Javert
16. Le repaire des enfants perdus
17. Un couple mystérieux
18. Le piège se referme
19. Un grand-père irascible
20. La mascotte de l'A.B.C.
21. Les barricades
22. Une sombre nuit
23. Les égouts de Paris
24. Le secret de Gavroche
25. Le dernier procès
26. La fille de Jean Valjean

## Sigle
Sigla italiana
- La ballata della povera gente, testo di Umberto Decimo, musica di Gino Catini, cantata da un membro femminile dei Cartoon Kids.

## Altre trasposizioni animate dell'opera
- Nel 1979 la giapponese Dax Productions ha trasposto l'opera in 13 episodi nell'ambito della serie Le più belle favole del mondo (まんが世界昔ばなし?, Manga Sekai Mukashi Banashi)
- Nel 2007 la Nippon Animation ha prodotto la serie animata Il cuore di Cosette (レ・ミゼラブル 少女コゼット?, Re Mizeraburu shōjo Kozetto) nell'ambito del progetto World Masterpiece Theater (世界名作劇場?, Sekai Meisaku Gekijo).